# Linda Machuca
Linda Marilina Machuca (José C. Paz, Buenos Aires, 1 de abril de 2001) es una luchadora argentina estilo libre.

## Trayectoria
Fue campeona en los Juegos Nacionales Evita de 2014.
Ganó la medalla de oro en los Juegos Suramericanos de la Juventud Santiago 2017 en la categoría de 70 kg, luego de vencer en la final a la ecuatoriana Jamilex Cumbicus Castillo por 5 a 0.
En 2018 obtuvo la medalla de bronce en el Panamericano de cadetes en la categoría de hasta 73 kg.
Compitió en los Juegos Olímpicos de la Juventud de Buenos Aires 2018 en lucha estilo libre de 73 kg, donde obtuvo la medalla de plata, luego de vencer a la turca Vahide Nur Gok, a la bielorrusa Kseniya Dzibuk y la uzbeca Svetlana Oknazarova y de perder la final frente a la favorita cubana Milaymis de la Cari Marin Potrille.